# Сквер воинов-интернационалистов
См. также Парк Воинов-интернационалистов (значения)
Сквер воинов-интернационалистов — сквер в Ленинском районе Севастополя, на улице Ленина рядом с площадью Суворова. До 15 февраля 1999 года назывался сквером Ленинского комсомола.
В сквере находится памятник воинам-«афганцам» по случаю 19-й годовщины вывода советских войск из Афганистана и памятник боевой машине пехоты, которая поставлена в сквере на постаменте. Она действительно принимала участие в боевых действиях в Афганистане, была подбита, а затем отремонтирована.
В самом центре сквера расположен мемориал «Строителям Севастополя», открытый в 1984 году. Он напоминает жителям о том, что во время Великой Отечественной войны город был практически полностью разрушен, но вошел в число 15 городов, подлежащих восстановлению в первую очередь. И меньше чем десятилетие спустя после победы над Германией Севастополь полностью восстал из руин. Людям, которые за такой короткий срок возродили город, и посвящен памятник.
На Аллее памяти в сквере посажено 19 кипарисов. Украшает сквер ротонда, что завершает природно-архитектурную композицию.

## Галерея

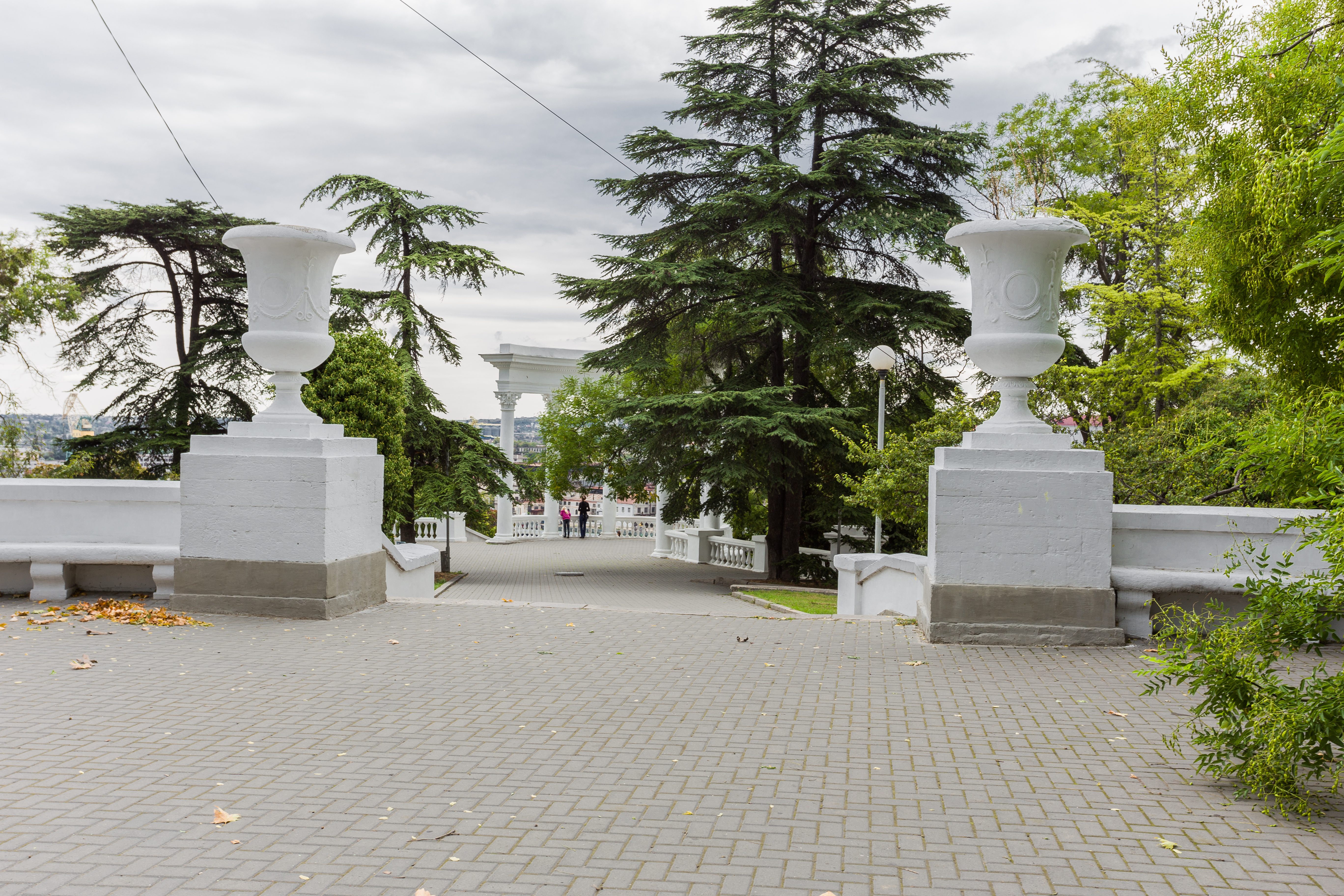
Вход в сквер
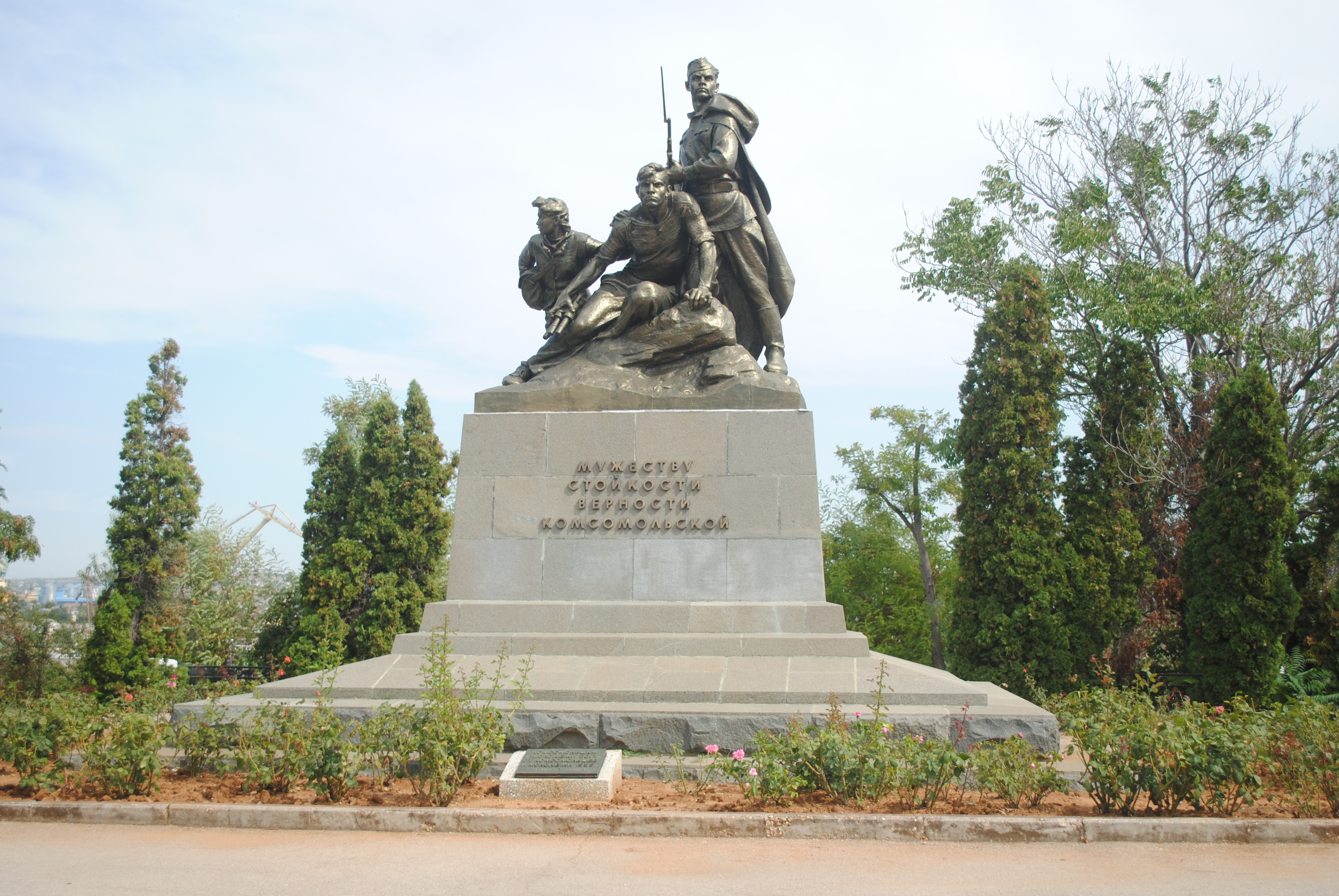
Памятник комсомольцам
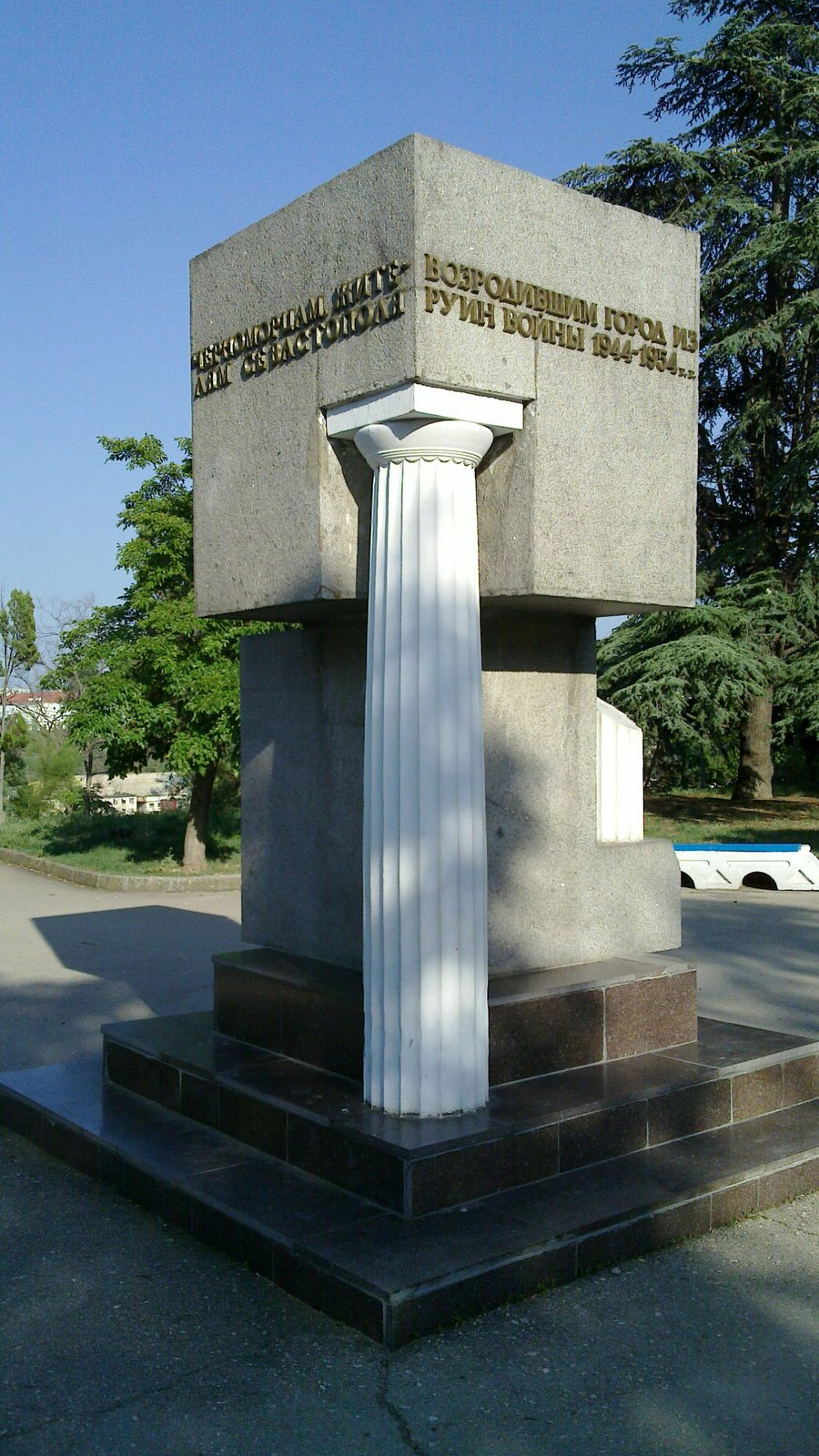
Мемориал строителям Севастополя
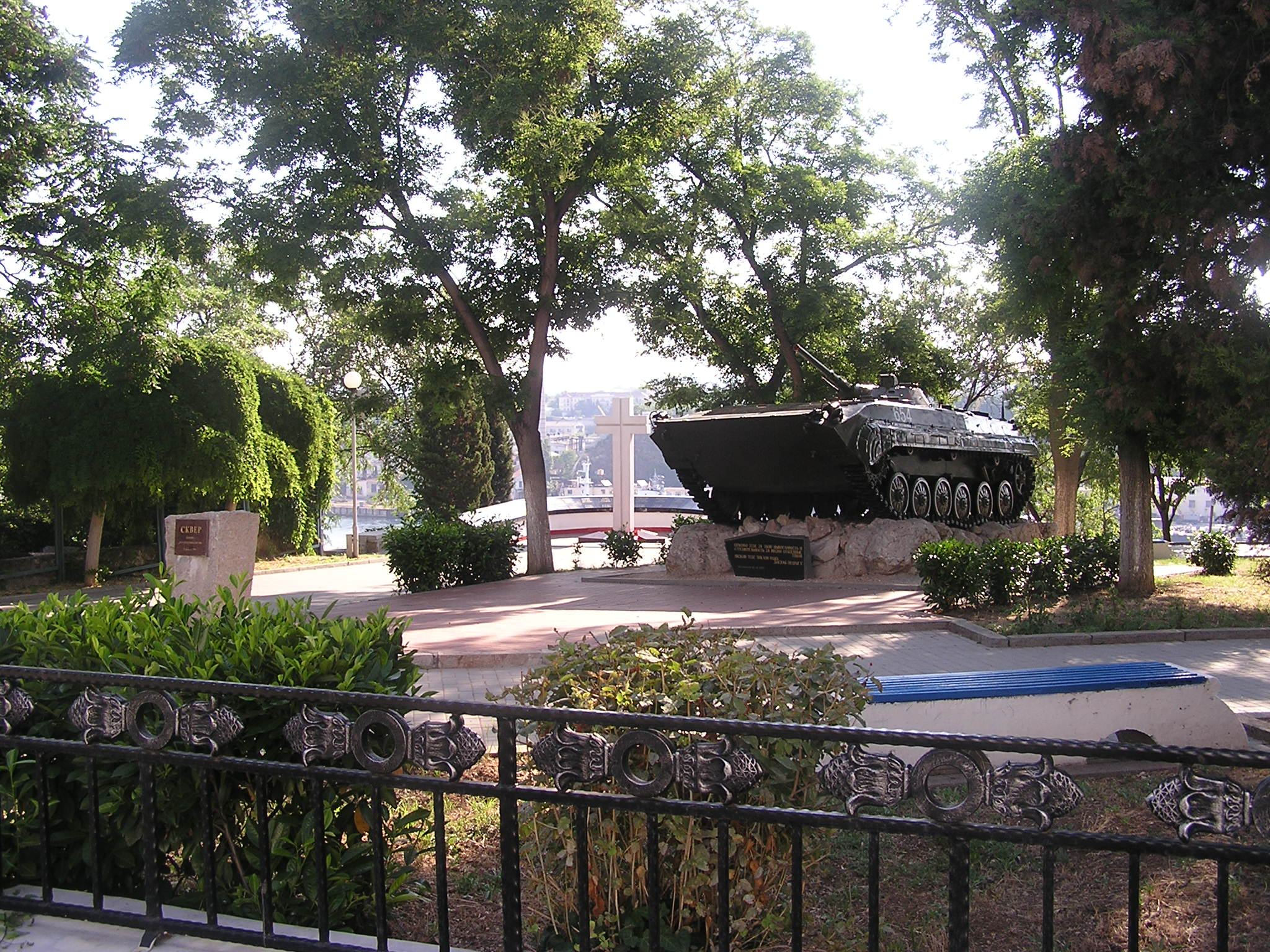
БМП в парке
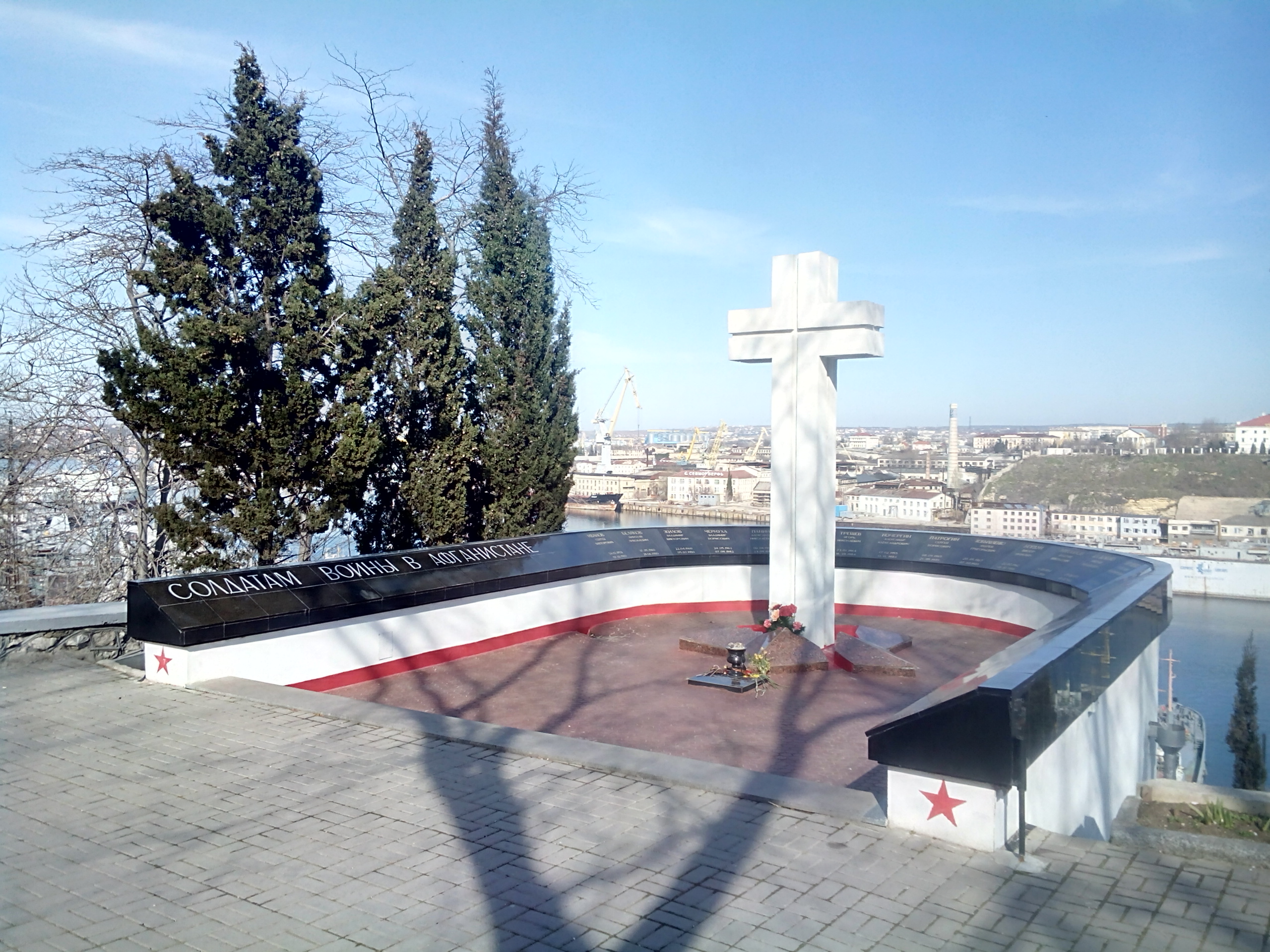
Памятник солдатам, погибшим в Афганистане
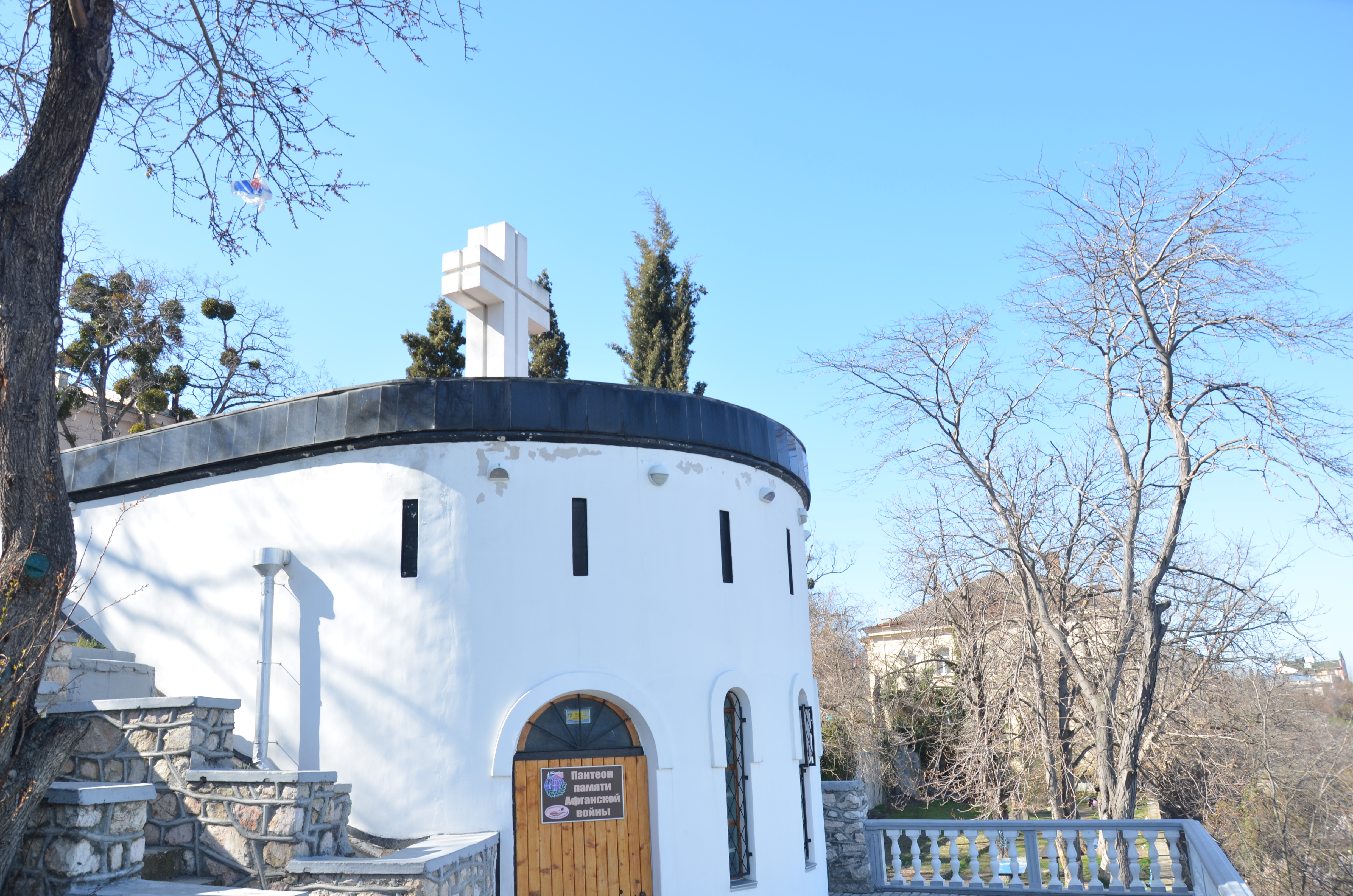
Монумент солдатам войны в Афганистане